# Meritamon (żona Ramzesa II)
Meritamon (także jako Merytamon, Meritamen, Meryt - Amen, Merytamen, Merytetamen, Merietamun, egip. Ukochana [przez] Amona) (ok. 1280-1220 p.n.e.) – córka i jednocześnie żona Ramzesa Wielkiego. Matką księżniczki była Nefertari lub Isetnofret I; była kapłanką Amona, Hathor, Mut i Horusa. Zdołała uzyskać znaczne wpływy na dworze. Jej pozycja była niemal tak silna jak przedtem Nefertari. O przyczynach tej sytuacji pisze Jan Niżnikiewicz w powieści "Krzyż Nilu": 
W miejsce matki w sposób niepostrzeżony, ale konsekwentny wchodziła Meritamon. Niezwykłe i w miarę upływu czasu potęgujące się podobieństwo do zmarłej było jej w tym niezwykle pomocne. Po pewnym czasie przejęła sprawy, jakimi uprzednio zajmowała się Nefertari. Wprowadziła się do królewskiego pałacu, nie dokonując w nim żadnych zmian. Z upływem lat młodą, dorastającą księżniczkę coraz częściej traktowano, jakby była młodą królową.
Nosiła tytuły "Córki Króla", "Wielkiej Małżonki Króla" (została nią po śmierci matki), "Ukochanej Pani Dwóch Krajów", "Ukochanej Pana Dwóch Krajów", "Pięknej w Pałacu", "Tej o Pięknym Obliczu" oraz "Przełożonej Haremu Amona - Re", "Wspaniałej w Pałacu".
Dotąd odnaleziono kilka posągów i płaskorzeźb Meritamon. Najbardziej znanym jest wapienna statua królowej znajdująca się w kompleksie grobowym jej ojca (Ramesseum) zwana "Białą Królową". Pojawia się także (w otoczeniu innych członków rodziny) na murze świątyni w Abu Simbel. Poza tym w 1981 roku w prowincjonalnym mieście Achmim, położonym około 120 kilometrów na północ od Luksoru odkryto wielką wapienną rzeźbę, której częścią był mierzący 7,5 metra posąg władczyni. Urodziła władcy co najmniej 1 dziecko (syna), które nie przeżyło ojca. Została pochowana w Dolinie Królowych (QV68).
|                      |          |    |     |     |    |
| \| \| \| \| \| \| \| |          |    |     |     |    |
|                      |          |    |     |     |    |
| M17                  | Y5 · N35 | mr | M17 | M17 | X1 |

| M17 | Y5 · N35 | mr | M17 | M17 | X1 |

|                      |          |    |     |     |    |
| \| \| \| \| \| \| \| |          |    |     |     |    |
|                      |          |    |     |     |    |
| M17                  | Y5 · N35 | mr | M17 | M17 | X1 |

| M17 | Y5 · N35 | mr | M17 | M17 | X1 |

|                      |          |    |     |     |    |
| \| \| \| \| \| \| \| |          |    |     |     |    |
|                      |          |    |     |     |    |
| M17                  | Y5 · N35 | mr | M17 | M17 | X1 |

| M17 | Y5 · N35 | mr | M17 | M17 | X1 |

|                      |          |    |     |     |    |
| \| \| \| \| \| \| \| |          |    |     |     |    |
|                      |          |    |     |     |    |
| M17                  | Y5 · N35 | mr | M17 | M17 | X1 |

| M17 | Y5 · N35 | mr | M17 | M17 | X1 |